# Вељко Ковачевић
Вељко Ковачевић (Грахово, код Никшића, 19. децембар 1912 — Београд, 24. мај 1994) био је учесник Шпанског грађанског рата и Народноослободилачке борбе, генерал-пуковник ЈНА, друштвено-политички радник СФРЈ, публициста и народни херој Југославије.

## Биографија
Рођен је 19. децембра 1912. године у Грахову, код Никшића. Основну школу је завршио у Грахову, четири разреда гимназије у Никшићу, а затим се уписао у Учитељску школу на Цетињу, у којој је матурирао 1937. године. После завршене Учитељске школе, уписао се на Филозофски факултет Загребачког свеучилишта, где се укључио у револуционарни студентски покрет и учествовао у његовим акцијама.
Године 1937. с групом Југословена-добровољаца, отишао је у Шпанију да се бори против фашизма. У саставу Интернационалних бригада, као борац и командир вода, борио се на разним фронтовима Шпаније од 1937. до 1939. године. У Шпанији је, у борби код Кастељана, 14. јуна 1938. године, тешко рањен. У чланство Комунистичке партије Југославије (КПЈ) примљен је 1938. године. После повлачења Интернационалних бригада из Шпаније, провео је више од две године у концентрационим логорима Француске — Сен Сипријену, Гирсу, Вернеу и Камп де Милеу.

### Народноослободилачка борба
Из логора у Француској побегао је у пролеће 1941. године и дошао у Југославију, где се у августу укључио у рад на даљем ширењу и развијању оружаног устанка. Радио је на организовању устанка и формирању првих партизанских јединица у Горском котару и Хрватском приморју.
У току Народноослободилачког рата (НОР) налазио се на следећим функцијама:
- командант Приморско-горанског партизанског одреда и члан Окружног комитета КП Хрватске за Хрватско приморје — од почетка октобра 1941. до 4. маја 1942. године,
- командант Пете оперативне зоне (Хрватско приморје, Горски котар и Истра) Главног штаба НОВ и ПО Хрватске — од 4. маја 1942. до 22. априла 1943. године,
- командант Тринаесте приморско-горанске дивизије — од 22. априла 1943. до маја 1944. године,
- радио у Главном штабу НОВ и ПО Хрватске — од маја до јула 1944. године,
- командант 40. славонске дивизије — од средине јула 1944. до краја децембра 1944. године,
- командант Шестог ударног корпуса — од краја децембра 1944. до 15. априла 1945. године, када је тешко рањен код Нашица.

У току целог рата био је члан Главног штаба НОВ и ПО Хрватске. Своје богато искуство из Шпаније искористио је у формирању и организовању партизанских јединица у Горском котару, Хрватском приморју и њиховим борбама против италијанских, усташких и четничких јединица.
Као резултат активности партизанских јединица којима је Вељко командовао, њихових сталних диверзија и напада на пругу и путеве, октобра 1941. године створена је већа слободна територија, која је захватила Дрежницу и велики број брињских и приморских села. Ту територију држали су партизани у својим рукама скоро читавог рата. Упркос бројним офанзивама, репресалијама, рушењу и разарању, окупатор није никад успео да успори темпо и стално јачање ослободилачке борбе у том делу земље.
У току првих месеци 1942. године Приморско-горански партизански одред бројно је ојачао и тежиште борбе пренео на ослобађање насељених места. Ослобођени су: Јасенак, Равна Гора, Мркопаљ, Брод на Купи и више околних села. По већим местима непријатељ се ограђивао бодљикавом жицом и бункерима, настојећи да задржи контролу над пругом и морском обалом.

### Послератни период
После рата налазио се на дужности команданта Тенковске армије, Тенковских и моторизованих јединица ЈНА, команданта Седме и Треће армијске области и помоћника Савезног секретара за народну одбрану. У периоду од 1950. до 1952. године завршио је Вишу војну академију ЈНА. Био је и активан друштвено-политички радник, два пута је биран за савезног народног посланика за котар Огулин. На Осмом конгресу СКЈ изабран је за члана ЦК СКЈ, био је члан Опуномоћства ЦК СКЈ за ЈНА и један од његових секретара. Био је члан Савета федерације. Пензионисан је 1972. године у чину генерал-пуковника ЈНА.
Из брака са супругом Инес, имао је три ћерке: Наду, Биљану и Јелену. Његова ћерка Биљана Ковачевић-Вучо била је председница Комитета правника за људска права.
Због тешке болести, извршио је самоубиство 24. маја 1994. године у Београду и сахрањен је у Алеји народних хероја на Новом гробљу у Београду.

## Књиге и одликовања
Био је члан је Удружења књижевника Југославије. Написао је књиге:
- „Нека искуства из борби у Хрватском приморју и Горском котару“, Београд, 1955.
- „У рововима Шпаније“, Сарајево, 1958.
- „Капелски кресови“, Београд, 1961.
- „Млада шума“, Загреб, 1966.
- збирку приповедака „Вртлог“, Сарајево, 1971.
- роман „Гавријда“, Београд, 1972. и више других текстова.

Неколико његових књига преведено је на руски, мађарски, македонски и словеначки језик. А по његовом истоименом роману снимљена је ТВ серија „Капелски кресови“.
Носилац је Партизанске споменице 1941. и више високих иностраних и југословенских одликовања, међу којима су — Орден народног ослобођења, Орден ратне заставе, Орден партизанске звезде са златним венцем, Орден заслуга за народ са златном звездом, Орден братства и јединства са златним венцем, Орден народне армије са ловоровим венцем и Орден за храброст. Од иностраних, истиче се совјетски Орден Кутузова. Орденом народног хероја одликован је 20. децембра 1951. године.